# Ailam
Ailam es un pueblo y nagar Panchayat situada en el distrito de Shamli en el estado de Uttar Pradesh (India). Su población es de 12110 habitantes (2011). 

## Demografía
Según el censo de 2011 la población de Ailam era de 12110 habitantes, de los cuales 6594 eran hombres y 5516 eran mujeres. Ailam tiene una tasa media de alfabetización del 76,94%, superior a la media estatal del 67,68%: la alfabetización masculina es del 87,69%, y la alfabetización femenina del 64,07%.